# 朱提郡
朱提郡，中国东汉末年设置的郡。
原属犍为郡南部都尉辖区，东汉永初元年（107年）以为犍为属国都尉，别领二城：朱提、汉阳。
建安十九年（214年），刘备入川。建安二十年（215年），鄧方为都尉，刘备改太守，以犍为属国置朱提郡，属益州。治所在朱提县（今云南省昭通市），另辖四县：堂螂縣、南秦縣、漢陽縣、南昌縣。户八千。辖境相当今云南省会泽县、宣威市以北（盐津县除外）和贵州省水城、威宁、赫章等县地。东晋改属宁州，以后辖境缩小。南朝齐改名南朱提郡。